# John Mwebi
John Mwebi (* 18. Januar 1950) ist ein ehemaliger kenianischer Sprinter.
Bei den Olympischen Spielen 1972 in München schied er über 100 Meter im Vorlauf aus.
1973 gewann er bei den Afrikaspielen in Lagos Bronze über 100 und 200 Meter.
Bei den British Commonwealth Games 1974 in Christchurch gewann er Silber über 100 Meter und wurde jeweils Achter über 200 Meter und in der 4-mal-100-Meter-Staffel.
1978 erreichte er bei den Commonwealth Games in Edmonton über 100 Meter das Viertelfinale und scheiterte mit der kenianischen 4-mal-100-Meter-Stafette im Vorlauf.

## Persönliche Bestzeiten
- 100 m: 10,44 s, April 1980, Logan (handgestoppt: 10,2 s, 6. Juni 1976, Kisumu)
- 200 m: 20,97 s, 29. Januar 1974, Christchurch (handgestoppt: 20,9 s, 29. September 1973, Nairobi)